# Charles Bossicart
Charles Jules Ghislain Bossicart (Saint-Pierre, 29 december 1929 - Libramont, 16 juni 2002) was een Belgisch volksvertegenwoordiger en senator.

## Levensloop
Bossicart behaalde in 1953 een licentiaat in de handels- en de financiële wetenschappen en werd beroepshalve verzekeringsagent.
Aangetrokken tot het liberalisme engageerde hij zich vanaf 1958 in de politiek. Dat jaar werd hij verkozen tot gemeenteraadslid van Libramont, waar hij van begin 1959 tot eind 1976 burgemeester was. In dat laatste jaar ging Libramont op in Libramont-Chevigny, waar hij in 1977 eveneens burgemeester werd. Bossicart bleef deze functie uitoefenen tot aan zijn overlijden in 2002. Als burgemeester investeerde hij fors in de publieke infrastructuur en overtuigde hij verschillende privébedrijven om zich in Libramont te vestigen. Voorts was hij medestichter van de intercommunales Idélux (voor streekontwikkeling) en Interlux (voor de distributie van elektriciteit) en de huisvestingsmaatschappij Foyer libramontois, alsook voorzitter van de plaatselijke voetbalclub en het ziekenhuis Centre Hospitalier de l'Ardenne. Tevens slaagde hij erin om in 1991 de hoofdzetel van de Waalse overheidsdienst voor plattelandsontwikkeling naar zijn gemeente te halen, al werd die in 2003 overgeheveld naar de stad Namen.
Tussen 1965 en 1985 was Bossicart voor de PLP en daarna de PRL afwisselend actief in de provinciale en de nationale politiek: van 1965 tot 1968 was hij provincieraadslid van Luxemburg, van 1968 tot 1971 zetelde hij voor het arrondissement Neufchâteau-Virton in de Kamer van volksvertegenwoordigers, van 1971 tot 1974 was hij opnieuw provincieraadslid, van 1974 tot 1977 rechtstreeks gekozen senator in de Senaat, van 1977 tot 1981 voor de derde maal provincieraadslid en van 1981 tot 1985 zetelde hij nogmaals in de Senaat als provinciaal senator voor de provincie Luik. Als parlementslid nam hij in de periode 1974-1977 ook deel aan de werkzaamheden van de Cultuurraad voor de Franse Cultuurgemeenschap en de voorlopige Waalse Gewestraad.